# Alina Nowak (urzędnik państwowy)
Alina Edyta Nowak z domu Ciuruś (ur. 28 lutego 1971 w Zabrzu) – polska urzędniczka i samorządowiec, w 2020 podsekretarz stanu w Ministerstwie Rodziny, Pracy i Polityki Społecznej.

## Życiorys
Absolwentka studiów z zarządzania i marketingu w Śląskiej Wyższej Szkole Zarządzania im. gen. Jerzego Ziętka w Katowicach. Kształciła się podyplomowo w zakresie administracji i zarządzania (na Uniwersytecie Śląskim w Katowicach) oraz rynku pracy i projektów unijnych (na Uniwersytecie Warszawskim), ukończyła też studia typu MBA w Wyższej Szkole Biznesu w Dąbrowie Górniczej. Początkowo pracowała w Zakładzie Ubezpieczeń Społecznych, później w instytucjach rynku pracy. W latach 2009–2021 kierowała Powiatowym Urzędem Pracy w Zabrzu, od 2018 przewodnicząca Konwentu Dyrektorów Urzędów Pracy Województwa Śląskiego. Została również kuratorem przy sądzie Rejonowym w Zabrzu.
W 2018 uzyskała z listy Prawa i Sprawiedliwości mandat radnej sejmiku śląskiego VI kadencji, była związana z Solidarną Polską. 7 stycznia 2020 została powołana na stanowisko podsekretarza stanu w Ministerstwie Rodziny, Pracy i Polityki Społecznej. Zakończyła pełnienie tej funkcji w październiku 2020 po przekształceniu resortu w Ministerstwo Rodziny i Polityki Społecznej. W listopadzie 2022 wystąpiła z klubu radnych PiS w sejmiku, współtworząc klub stowarzyszenia „Tak! Dla Polski”. We wrześniu 2023 dołączyła do klubu radnych Koalicji Obywatelskiej. W wyborach samorządowych w 2024 roku kandydowała z własnego komitetu na urząd prezydenta Zabrza, zajęła piąte miejsce z wynikiem 11,23% głosów. W tych samych wyborach bez powodzenia ubiegała się o mandat do rady miasta.
Odznaczona m.in. Srebrnym Medalem za Długoletnią Służbę (2017) i Odznaką Honorową Primus in Agendo (2019).